# Bromölla
Bromölla este un oraș în Suedia.

## Demografie
| \| Evoluția demografică a zonei urbane Bromölla, 1970–2015 \| Evoluția demografică a zonei urbane Bromölla, 1970–2015 \| Evoluția demografică a zonei urbane Bromölla, 1970–2015 \| Evoluția demografică a zonei urbane Bromölla, 1970–2015 \| Evoluția demografică a zonei urbane Bromölla, 1970–2015 \| \| --------------------------------------------------------------------------------------- \| ------------------------------------------------------- \| ------------------------------------------------------- \| ------------------------------------------------------- \| ------------------------------------------------------- \| \| An \| \| \| Locuitori \| \| \| 1970 \| 1970 \| \| 5.960 \| 5.960 \| \| 1975 \| 1975 \| \| 6.611 \| 6.611 \| \| 1980 \| 1980 \| \| 7.147 \| 7.147 \| \| 1990 \| 1990 \| \| 7.511 \| 7.511 \| \| 1995 \| 1995 \| \| 7.477 \| 7.477 \| \| 2000 \| 2000 \| \| 7.333 \| 7.333 \| \| 2005 \| 2005 \| \| 7.428 \| 7.428 \| \| 2010 \| 2010 \| \| 7.595 \| 7.595 \| \| 2015 \| 2015 \| \| 7.854 \| 7.854 \| \| Sursa: SCB - Statistika Centralbyrån, Folkmängden per tätort. Vart femte år 1960 - 2016 \| \| \| \| \| |      |  |           |       |
| Evoluția demografică a zonei urbane Bromölla, 1970–2015 |      |  |           |       |
| An |      |  | Locuitori |       |
| 1970 | 1970 |  | 5.960     | 5.960 |
| 1975 | 1975 |  | 6.611     | 6.611 |
| 1980 | 1980 |  | 7.147     | 7.147 |
| 1990 | 1990 |  | 7.511     | 7.511 |
| 1995 | 1995 |  | 7.477     | 7.477 |
| 2000 | 2000 |  | 7.333     | 7.333 |
| 2005 | 2005 |  | 7.428     | 7.428 |
| 2010 | 2010 |  | 7.595     | 7.595 |
| 2015 | 2015 |  | 7.854     | 7.854 |
| Sursa: SCB - Statistika Centralbyrån, Folkmängden per tätort. Vart femte år 1960 - 2016 |      |  |           |       |